# اندیس بم
بم یک اندیس فلزی است که در حوالی شهر بم استان کرمان قرار دارد و مادهٔ معدنی موجود در آن، سرب و روی است.  